# Песочно-Горельск
Песочно-Горельск — упразднённая деревня в Кожевниковском районе Томской области России. На момент упразднения входила в состав Староювалинского сельсовета. Упразднена в 2004 году (фактически включена в состав села Старая Ювала).

## География
Деревня располагалась на правом берегу реки Бакса, ниже лога Барсучий. В настоящее время представляет собой улицу Советская села Старая Ювала.

## История
Деревня была основана в 1850 г. В 1928 году деревня Песочно-Горельская состояла из 137 хозяйств. В административном отношении являлась центром Песочно-Горельского сельсовета Богородского района Томского округа Сибирского края.
Постановлением Государственной Думы Томской области от 29 июля 2004 года № 1360 деревня Песочно-Горельск исключена из учётных данных.

## Население
| 1926 | 1939 | 1959 | 1970 | 1979 | 2002 |
| ---- | ---- | ---- | ---- | ---- | ---- |
| 701  | ↘566 | ↘491 | ↘434 | ↘390 | ↘0   |

В 1926 году основным населением деревни были русские. При проведении переписи 1989 года население деревни учитывалось в составе села Старая Ювала.